# Sebeta City
Sebeta City is een Ethiopische voetbalclub uit de stad Sebeta. Ze komen uit in Premier League, de nationale voetbalcompetitie van Ethiopië.